# Казанцев, Николай Михайлович
Николай Михайлович Казанцев (1898, Российская империя — 26 июня 1919, Бийск, Белое движение) — участник подпольной пробольшевистской группы Мерлина в Бийске, готовившей вооруженное восстание против  Омского правительства Колчака в 1919 г. Племянник М. К. Казанцева.

## Биография
Окончил горное училище, служил в конторе купца, торговавшего с Монголией. После 1917 г. стал членом профсоюза монголистов, руководил работами по перегону скота из Монголии в Россию. В Бийск окончательно вернулся в марте 1919 г.

## Участие в красном подполье
В Бийске попал под влияние дяди—революционера, выполнял поручения руководителей группы: вел революционную агитацию среди молодёжи и мобилизованных в Колчаковскую армию, писал и распространял листовки.
Члены группы готовили вооруженное восстание, которое предполагалось осуществить первоначально 1 мая, затем перенесенного на 20 мая.
Группа была раскрыта секретным агентом и арестована 18 мая 1919 года. Казанцев М. К., а также П. М. Мерлин, Н. М. Казанцев, Митрофанов М. М. и В. С. Шадрин были приговорены военно-полевым судом к повешению. Уже на месте казни повешение заменено расстрелом (26 июня 1919).

## Память
27 декабря 1919 расстрелянные белыми участники группы Мерлина были с революционными почестями перезахоронены в братской могиле на городском кладбище. На могиле установлен памятник.